# Elegia
Elegia is een geslacht van vlinders van de familie snuitmotten (Pyralidae), uit de onderfamilie Phycitinae.

## Soorten
- E. atrifasciella Ragonot, 1887
- E. fallax (Staudinger, 1881)
- E. inconspicuella (Ragonot, 1888)
- E. insulsella Ragonot, 1893
- E. miserabilis Strand, 1918
- E. nigribasella Ragonot, 1895
- E. omichleuta (Meyrick, 1934)
- E. relictella Caradja, 1925
- E. similella - Armbandmot (Zincken, 1818)